# Phyllonycteris
Phyllonycteris — рід родини листконосові (Phyllostomidae), ряду лиликоподібні (Vespertilioniformes, seu Chiroptera).

## Систематика
- Рід Phyllonycteris
- Phyllonycteris aphylla
- † Phyllonycteris major
- Phyllonycteris poeyi

## Фізичні характеристики
Шерсть шовковиста, писочок довгий і тонкий. Довжина голови і тіла від 64 до 83 мм, довжина передпліччя між 43 і 50 мм, довжина хвоста від 7 до 12 мм і вага до 21,1 гр. На кожній щелепі 4 різців, 2 ікла, 4 премоляри, 6 моляр, всього 32 зуба.

## Поведінка
Сідала лаштують в печерах. Їжею є фрукти, пилок, нектар, комахи.